# Celestí II
|  | Aquest article tracta sobre l'antipapa elegit el 1124. Si cerqueu el papa canònic que regnà del 1143 al 1144, vegeu «Papa Celestí II». |

Teobaldo Boccapecci o Boccapeconai - en llatí: Thebaldus Buccapecuc - fou elegit papa de Roma després de la mort del papa Calixt II el 13 de desembre de 1124 i prengué el nom de Celestí II, però esclatà una arravatament partidista durant la cerimònia d'investidura i dimití abans de ser consagrat o entronitzat per tal d'evitar el cisma. Boccapecci va ser elevat a cardenal diaca per Pasqual II. Al consistori de 1122 Calixt el va nomenar cardenal sacerdot de S. Anastasia.
"La història del papat al principis de l'edat mitjana primerenca va estar marcada per unes eleccions papals constantment impugnades, en què els diversos demandants eren sovint representants de lluites entre faccions de la noblesa" Al moment de la mort de Calixt el 13 de desembre de 1124, la ciutat de Roma es va dividir entre els Frangipani, que rebien el suport de l'emperador del Sacre Imperi, i els Pierleoni, potenciats per la noblesa romana. Cada facció va promoure el seu propi candidat al papat. El conclave es va celebrar el 16 de desembre, tres dies després de la mort de Calixt. Els cardenals es van reunir, sota la protecció dels Pierleoni, a la capella del monestir de San Pancrazio al Laterano unida al sud de la basílica del Laterà. En un primer moment, la majoria dels cardenals tenien el cardenal Saxo de Anagni (Sasso), cardenal-sacerdot de San Stefano in Celiomonte, que tenia el suport de la família Pierleoni. No obstant això, el suport es va traslladar al cardenal Boccapecci per suggeriment de Jonathas, el cardenal-diaca de Santi Cosma e Damiano, partidari dels Pierleoni. Boccapecci fou aleshores elegit i trià el nom Celestí II.
Boccapecci acabava de ser proclamat papa, va començar la cerimònia d'investidura i va començar el cant del Te Deum quan, Roberto Frangipani i un cos d'homes armats van entrar a l'església. Leo Frangipani i el canceller papal, el cardenal Aymeric de Bourgogne, van proclamar papa al cardenal Lamberto Scannabecchi (un home de considerable enteniment). Durant el cos a cos, el cardenal Boccapecci va resultar ferit. Com que encara no havia estat un papa consagrat formalment, Boccapecci es va declarar disposat a dimitir, cosa que va fer formalment l'endemà per tal d'evitar un cisma. Als Pierleoni se'ls va pagar un suborn substancial per concedir. El cardenal Scannabecchi no volia acceptar el tron d'aquesta manera, i també va renunciar a la seva elecció davant tots els cardenals reunits, però va ser reelegit immediatament i per unanimitat i consagrat el 21 de desembre de 1124 amb el nom d'Honori II.
No és clar per què algú altre va assumir el seient titular de Boccapecci el 1126.
Segons l'historiador Salvador Miranda, ja que Boccapecci va ser degudament elegit, no hauria de ser considerat un antipapa; ja que va renunciar abans de ser consagrat i entronitzat, tampoc no figura entre els papes.